# École nationale de la concurrence, de la consommation et de la répression des fraudes
 (juin 2024).

L'École nationale de la concurrence, de la consommation et de la répression des fraudes (ENCCRF) dépend du ministère chargé de l’Économie du Gouvernement français.
Ce service à compétence nationale de la direction générale de la Concurrence, de la Consommation et de la Répression des Fraudes (DGCCRF) assure la formation initiale et continue des inspecteurs (catégorie A) et des contrôleurs (catégorie B) de la Concurrence, de la Consommation et de la Répression des fraudes. L'École se situe à Montpellier (45, place Ernest-Granier).

## Formation
La formation des élèves, d’une durée d’un an et ponctuée de stages, est construite autour des trois grandes missions de la DGCCRF : la mission "régulation concurrentielle des marchés", la mission "protection économique du consommateur" et la mission "sécurité du consommateur".
Les stages de professionnalisation se composent comme suit :
1° De stages d'application relatifs aux trois grands axes de la DGCCRF réalisés en unités d'enquête ou, éventuellement, au sein d'autres services de la DGCCRF ;
2° D'un stage de fin de formation, également effectué dans une unité d'enquête de la DGCCRF.
Le parcours de formation vise trois objectifs:
- être en mesure de se situer et d'agir dans son environnement professionnel en portant les valeurs du service public et en respectant les droits et les obligations des fonctionnaires, notamment déontologiques, pour mettre en œuvre les missions de la DGCCRF envers les consommateurs et les entreprises ;
- maîtriser les fondamentaux économiques, administratifs, juridiques et scientifiques nécessaires à l'exercice de leurs futures fonctions pour assurer la régulation concurrentielle des marchés, la protection économique du consommateur, la conformité et la sécurité des produits et des services ;
- savoir mobiliser les compétences techniques indispensables à l'exercice du métier d'enquêteur pour conduire des enquêtes dans les domaines de la concurrence, de la consommation et de la lutte contre les fraudes.
L'ENCCRF est également chargée de l'élaboration et de la gestion de ressources documentaires et multimédias internes ainsi que de l'information téléphonique des consommateurs et professionnels.